# Distretto di Udham Singh Nagar
Il distretto di Udham Singh Nagar è un distretto dell'Uttarakhand, in India, di 1 234 548 abitanti. È situato nella divisione del Kumaon e il suo capoluogo è Rudrapur.